# 小田雅志
小田 雅志（おだ まさし、1955年6月7日 - ）は、日本の元男子バレーボール選手、バレーボール指導者。広島県広島市出身。
現進徳女子高等学校バレー部監督。

## 来歴
1971年、バレーボールの名門崇徳高校に入学。2年時に全国高等学校バレーボール選抜優勝大会優勝を経験。その後1974年中央大学に進学。
大学を卒業後1978年、日本専売公社広島地方局（現日本たばこ産業広島支社）に入社。専売広島バレー部（現JTサンダーズ）に入部。1980年、第13回日本リーグより猫田勝敏の後を受け、正セッターとなる。
1984年からコーチ兼任選手として活躍、1988年監督に就任。1994年Vリーグ創設後も引き続き監督を務め、1999年に退任。
2005年10月に日本たばこ産業を退社し、2006年から進徳女子高監督に就任。2年目の2008年2月には春の高校バレー広島県大会優勝、17年ぶりに全国大会に導いた。

## 球歴
監督成績
- 日本リーグ/Ｖリーグ：準優勝1回（1996/97）
- 黒鷲旗：準優勝１回（1990年）
- 国体：準優勝4回（1990年、1993年、1996年、1997年）

## 略歴
- 崇徳高等学校（1971-1973年）
- 中央大学（1974-1977年）
- 専売広島バレー部/JTサンダーズ
  - 選手（1978-1984年）
  - コーチ兼任選手（1984-1988年）
  - 監督（1988-1999年）
- 進徳女子高等学校監督（2006年-）